# Feliks Gąsiorowski
Feliks Gąsiorowski, ros. Феликс Викентьевич Гонсиоровский (ur. 12 listopada 1815 w Łucku, zm. 15 kwietnia 1891 w Auby)  – polski architekt, czynny głównie w Odessie.
Do szkoły uczęszczał w Warszawie, a studiował w Paryżu, a następnie w Rzymie. Od 1848 do 1890 r. pracował w Odessie, gdzie samodzielnie lub we współpracy z innymi architektami zrealizował przeszło 70 budowli, w tym:
- Rzymskokatolicką katedrę Wniebowzięcia Najświętszej Marii Panny (1849–1853)[2].
- Pałac Beliny-Brzozowskiego w Odessie (1851–1852)[3]
- Most Stroganowski (1853–1863) – najdłuższy most w mieście[4]
- Rezydencję przedsiębiorcy Nowikowa, w którym współcześnie znajduje się Muzeum Historyczno-Krajoznawcze (1876)[1]
- Gmach szkoły prywatnej, obecnie główny budynek Odeskiego Narodowego Uniwersytetu Ekonomicznego (1876–1877)[3][5]
- Gmach Muzeum Archeologicznego i biblioteki publicznej (1883)[3]
- Teatr Opery i Baletu w Odessie (ogólny projekt stworzyli wiedeńscy architekci Ferdinand Fellner i Hermann Helmer, którzy jednak nie byli osobiście w Odessie, dlatego dopasowanie i realizację powierzono trzem miejscowym architektom, wśród których był Gąsiorowski)[5] (1884–1887)[6]

W latach 2015–2016 w odeskim Muzeum Historyczno-Krajoznawczym była wystawa czasowa poświęcona życiu i działalności F. Gąsiorowskiego.